# خاک سرخ
خاک سرخ (۱۳۸۰–۱۳۷۹) نام یک مجموعه تلویزیونی ۱۷ قسمتی به کارگردانی ابراهیم حاتمی کیا با مشاورت توليد نظامى حسين رامه است که در سال ۱۳۸۱ از شبکه ۱ سیمای جمهوری اسلامی ایران پخش شد.

## خلاصه داستان
دختری به نام لیلا در سالهای قبل از انقلاب از خانواده‌اش جدا شده و اکنون در پی حوادثی در جستجوی کشف هویت خویش است.
لیلا در اوج سرخوشی است و می‌خواهد با کسی که دوستش دارد، ازدواج کند. اما در شب عروسی‌اش می‌فهمد که پدر و مادرش افراد دیگری هستند. او سراغ آنها را می‌گیرد و تا خرمشهر که جنگ شده، می‌رود. در میانه راه، همسرش با بمباران جنگنده‌های عراقی کشته می‌شود و او تنها به شهری غریب می‌رود. در آنجا مادرش را می‌یابد اما پدرش اسیر عراقی‌ها می‌شود و فقط می‌توانند از بین دیواری، همدیگر را ببینند.
بخش اعظم این سریال در محلات مختلف شهر ابهر فیلمبرداری شده است.

## بازیگران
| بازیگر            | نقش        |
| ----------------- | ---------- |
| پرویز پرستویی     | ایرج محجوب |
| مهتاب کرامتی      | لیلی       |
| لاله اسکندری      | لیلا       |
| حبیب رضایی        | سعید       |
| هما روستا         | خانم صبا   |
| بهناز جعفری       | لعیا       |
| محمد مختاری       | فرهاد      |
| امیر آقایی        | امیر       |
| حسین شیدایی       | عطایی      |
| مهدی ساکی         | سمیر       |
| شهین علیزاده      | همه لیلا   |
| محمد یگانه        | کیانی      |
| حسین افشار        | عموی لیلا  |
| مریم بوبانی       | راضیه      |
| سیروس همتی        | مراد       |
| ساحره متین        | عطیه       |
| مسعود جلالی       | عبدی       |
| محمدرضا کاشفی     | بهروز      |
| شهرام قائدی       | نصیر       |
| امیر کاوه آهن جان | سید مظفر   |
| عباس بیگدلی       | منصور      |
| علی بوریان        | عزیز       |
| ابوالفضل شاه کرم  | خلافکار    |
| فرشید نوابی       | حجت        |
| پریسا وثوقی       | دختر ناصری |

## موسیقی
آلبوم موسیقی خاک سرخ دارای ۱۲ قطعه است. موسیقی‌های متن ساخته شده برای این سریال توسط محمدرضا علیقلی ساخته شده‌است.

## جوایز و نامزدها
| ۱۳۸۲ | هفتمین دوره جشن حافظ |                                 |              |          |
| ۱۳۸۲ | هفتمین دوره جشن حافظ | بهترین بازیگر زن درام تلویزیونی | مهتاب کرامتی | نامزدشده |